# Azmet Jah
Nawab Walashan Mir Azmet Ali Khan Siddiqi Bayafandi Bahadur, známý jako princ Azmet Jah (* 1962, Londýn), je anglický profesionální fotograf a potomek z dynastie Asifa Jahiho a Osmanské dynastie.

## Mládí
Azmet Jah se narodil v Londýně v Anglii. Je synem prince Mukarrama Jaha a princezny Esry. Má titul z kinematografie.

## Kariéra
Azmet pracoval na filmech společně se Stevenem Spielbergem a Richardem Attenboroughem. Pracoval také jako kameraman u několika Hollywoodských filmů; například Indiana Jones.
V roce 2011 uvedl, že pracuje na dvou filmech, z nichž jeden z nich měl být o jeho dědovi, Miru Osmanovi Ali Chánovi, sedmém a posledním nizámovi z Hyderabadu.

## Osobní život
V květnu 1994 se oženil s princeznou Begum Sabihou Zainab Naz Jah. Momentálně žije v Anglii.